# 쿤센트마르톤

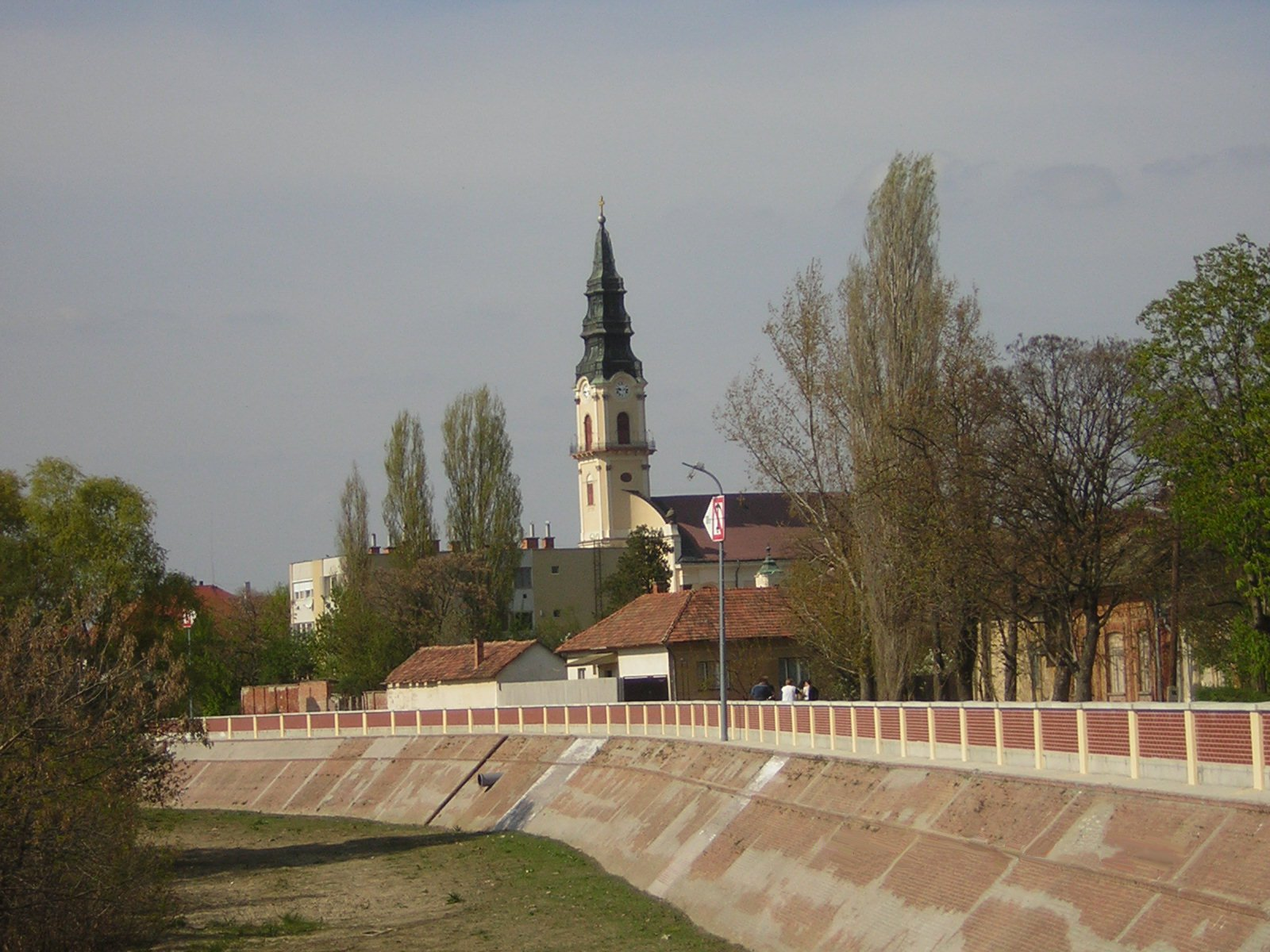
쿤센트마르톤에 위치한 성 마르틴 교회당

쿤센트마르톤(헝가리어: Kunszentmárton)는 헝가리 야스너지쿤솔노크주에 위치한 도시로 면적은 143.65km2, 인구는 8,034명(2006년 기준), 인구 밀도는 60.34명/km2이다. 쿤센트마르톤구의 행정 중심지이기도 하다. 세게드에서 약 76km, 솔노크에서 약 50km, 케치케메트에서 약 50km 정도 떨어진 곳에 위치한다. 쾨뢰시강이 도시의 북동쪽에서 남쪽까지를 흐른다.

시기
시 문장